# Nicholas Sheehy
Nicholas Sheehy (1728 — 1766) foi um padre católico irlandês executado sob a acusação de ter sido cúmplice num assassinato. O padre Sheehy foi um incansável opositor das Leis Penais Britânicas, utilizadas para perseguir os católicos irlandeses.